# Lhozhag
Lhozhag, (chữ Tạng: ལྷོ་བྲག་རྫོང་; Wylie: lho brag rdzong; ZWPY: Lhozhag Zong, tiếng Trung: 洛扎县; bính âm: Luòzhā Xiàn, Hán Việt: Lạc Trát huyện) là một huyện của địa khu Sơn Nam (Lhoka), khu tự trị Tây Tạng, Trung Quốc.

### Trấn
- Lạc Trát (洛扎镇)
- Lạp Khang (拉康镇)

### Hương
- Sinh Cách (生格乡)
- Biên Ba (边巴乡)
- Trát Nhật (扎日乡)
- Sắc (色乡)
- Lạp Giao (拉郊乡)